# Auchan (Portugal)
Ne doit pas être confondu avec Jumbo (supermarché).

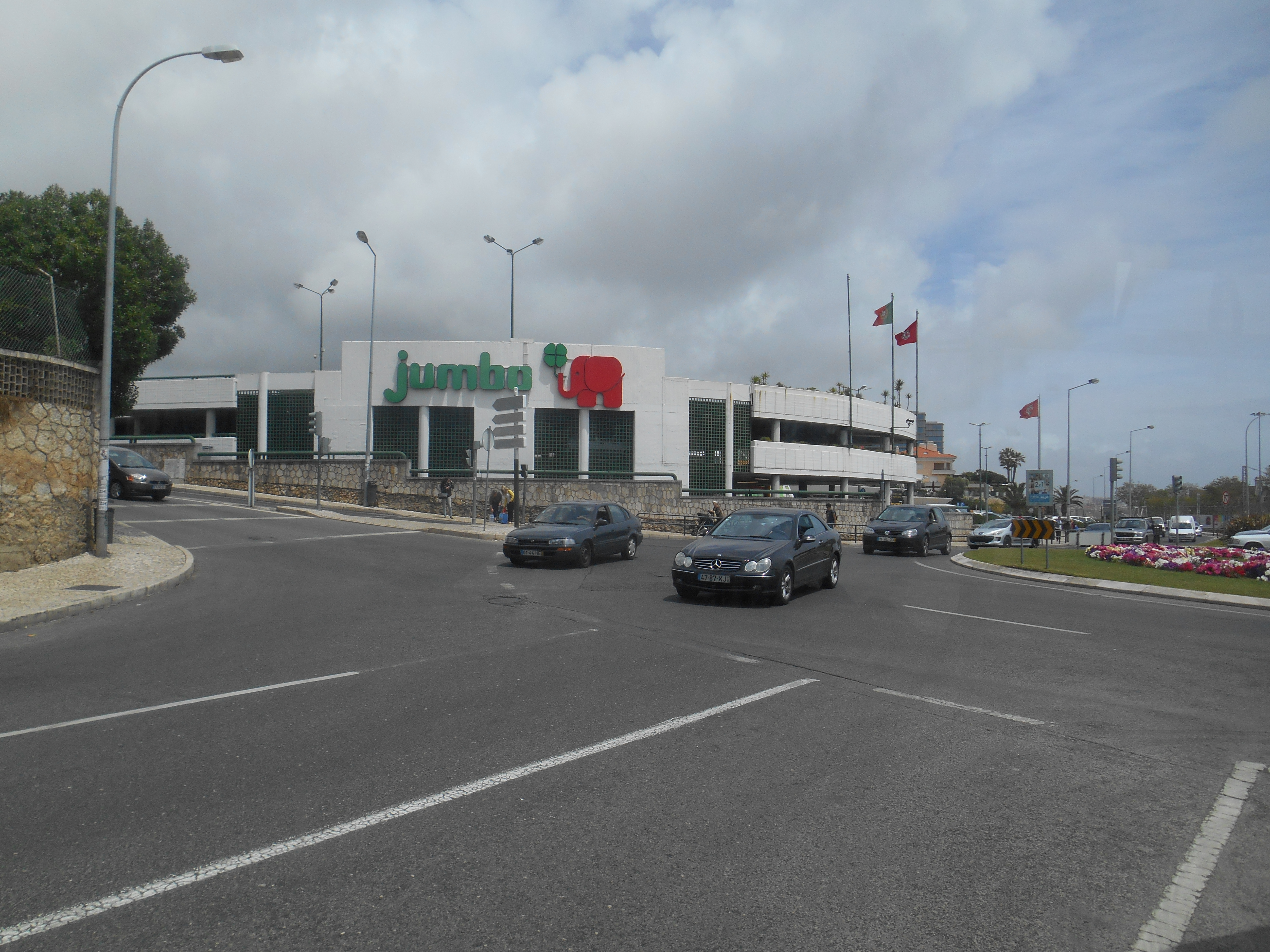
Ancien magasin Jumbo à Cascais

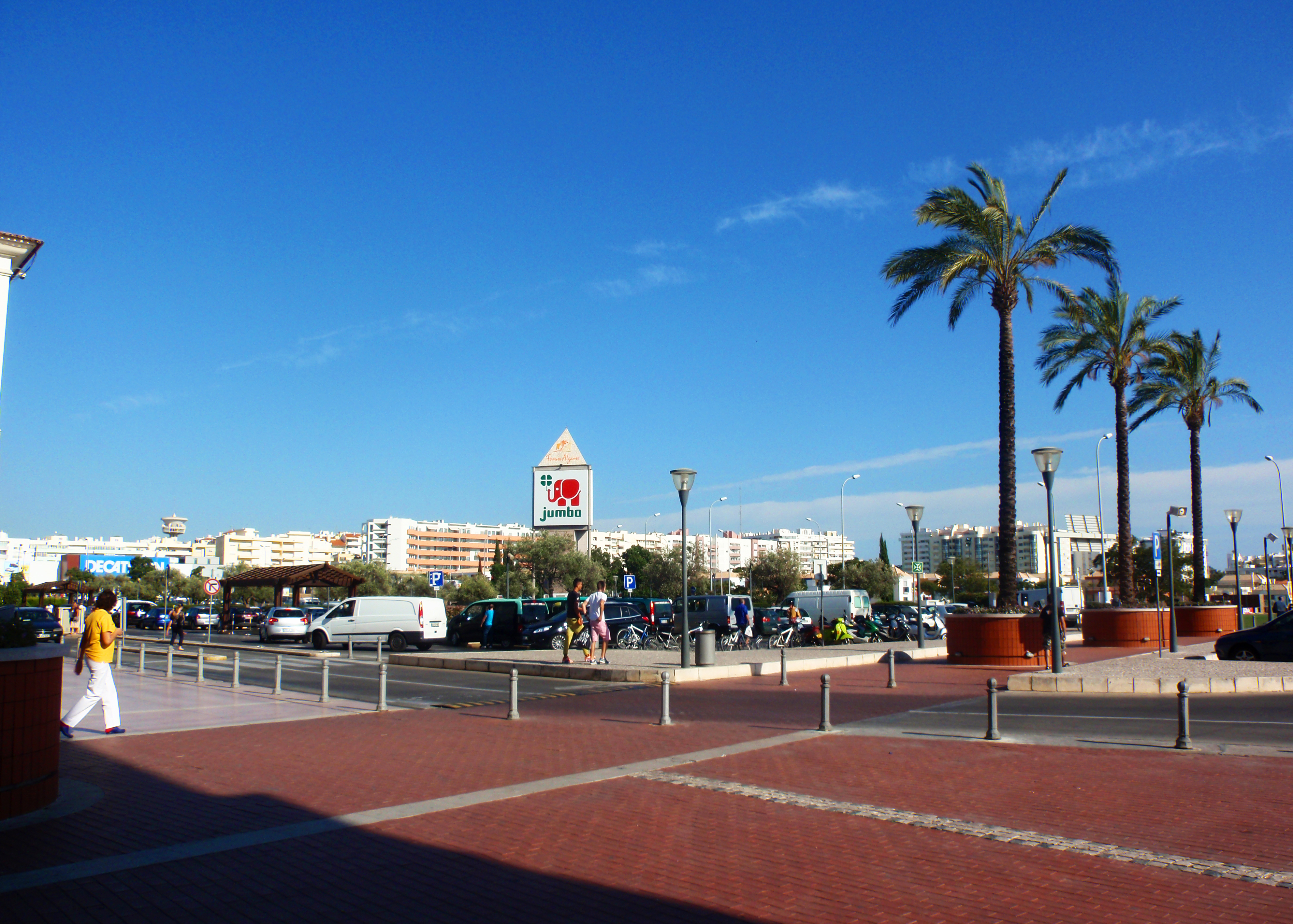
Ancien magasin Jumbo à l'intérieur du Forum de Faro

Auchan Portugal (anciennement Jumbo) est une chaîne d'hypermarchés portugais appartenant au groupe français Auchan. Elle détient aujourd'hui 29 hypermarchés Auchan au Portugal et un en Angola, ainsi que 11 Auchan Supermercado (sans compter les magasins en franchise) et 23 MyAuchan qui se situent essentiellement dans la région de Lisbonne.
En 2018, le groupe Auchan Portugal a annoncé la suppression de sa marque Jumbo à partir de 2019. Tous les hypermarchés deviennent Auchan.

## Historique
- 1970 : Ouverture du premier supermarché Pão de Açucar à Lisbonne, fondés par le groupe GPA
- 1973 : Ouverture du premier hypermarché Jumbo à Cascais au Portugal
- 1973 : Ouverture du premier hypermarché Jumbo à Madrid en Espagne
- 1973 : Ouverture du premier hypermarché Jumbo à Luanda en Angola
- 1993 : Création du club « Rik & Rok » qui s'imposera dans le groupe Auchan après le rachat des hypermarchés portugais
- 1999 : Auchan acquiert le groupe Pão de Açucar
- 2000 : Lancement de la marque propre et des produits Rik & Rok
- 2006 : Création du groupe Immochan au Portugal
- 2019 : Suppression de Jumbo et lancement de la marque Auchan

## Évolution du logo

Logo utilisé par l'enseigne de 1973 à 2019.
Logo utilisé par l'enseigne depuis 2019.